# Paco Cabezas
Francisco Cabezas (La Puebla de Cazalla, Sevilla, 11 de gener de 1978) és un guionista i director de cinema espanyol. Després d'alguns projectes underground, la seva carrera com a director va començar als vint-i-nou anys, amb el curtmetratge Carne de neón. Tot i que feia anys que desenvolupava la seva tasca creativa com a guionista, la seva òpera prima, Aparecidos, un thriller que barreja terror i drama social, no va veure la llum fins a l'any 2007. El seu segon llargmetratge, Carne de neón, es va estrenar a Espanya 21 de gener de 2011. Actualment viu a Los Angeles, on treballa com a director i guionista. Els seus últims treballs són Tokarev, protagonitzada per Nicolas Cage, i Mr. Right.

## Filmografia

### Com a director
- 2000 - Invasión Travesti
- 2005 - Carne de neón - curtmetratge
- 2007 - Aparecidos
- 2011 - Carne de neón
- 2013 - Tokarev
- 2014 - Mr. Right
- 2015 - Penny Dreadful - sèrie de TV
- 2015 - Into the Badlands - sèrie de TV
- 2016 - Dirk Gently's Holistic Detective Agency - sèrie de TV
- 2017 - The Alienist (2 episodis) - sèrie de TV
- 2017 - The Strain (1 episodi) - sèrie de TV
- 2017 - American Gods - sèrie de TV
- 2019 - Penny Dreadful: City of Angels
- 2019 - Adiós
- 2022 - La novia gitana

### Com a guionista
- 2000 - Invasión Travesti
- 2005 - Carne de neón - curtmetratge
- 2007 - Aparecidos
- 2008 - Sexykiller, morirás por ella
- 2009 - Spanish Movie
- 2010 - Bon appétit
- 2011 - Carne de neón
- 2017 - American Gods
- 2019 - Penny Dreadful: City of Angels